# Les Harris
Leslie Frederick ("Les") Harris (Torquay, 1939 - aldaar, 17 februari 2009) was een Brits ondernemer, motorfietsenthousiast en constructeur. Hij werd "redder van de Britse motorfietsindustrie" genoemd en als zodanig uitgenodigd op Buckingham Palace en de Houses op Parliament. In 1987 werd zijn bedrijf bezocht door Prime minister Margaret Thatcher.

## Carrière
Les Harris begon in 1974 een bedrijfje dat onderdelen voor klassieke motorfietsen maakte. Toen de belangrijkste Britse merken Norton, BSA en Triumph de poorten sloten, kocht Harris zo veel mogelijk reservedelen op. Hij zette "L F Harris International Ltd." op in een magazijn in Newton Abbot. Dit bedrijf werd een succes en Harris nam een ingenieursbureau in Leighton Buzzard en een winkel in Paignton over.

### Triumph motorfietsen
De eigenaar van Triumph, Dennis Poore, had in 1974 besloten de fabriek in Meriden te sluiten, bij gebrek aan de (beloofde) overheidssteun. De productie zou worden overgeplaatst naar de BSA-fabriek in Small Heath (Birmingham). Het personeel van Triumph bezette de fabriek en nadat in 1977 ook BSA sloot startten ze als "The Meriden Motorcycle Co-Operative" de productie opnieuw op. Er werden 750cc-Triumph Bonneville en Triumph Triumph Tigers geproduceerd, maar geld en middelen voor de ontwikkeling waren er niet. In 1983 ging Triumph in Meriden definitief ter ziele. Harris deed een bod op het bedrijf met als doel de Triumph Bonneville T 140 verder te produceren, samen met Triumph-ingenieur Brian Jones en een beperkt aantal Triumph-werknemers.
Hij verwierf de naam Triumph echter niet, het succesvolle bod kwam van John Bloor. Bloor had heel andere plannen met Triumph. Hij wilde naar voorbeeld van de Japanse merken meercilinder motorfietsen gaan bouwen en had daar nog voorbereidingstijd voor nodig. Hij stond Harris toe om gedurende vijf jaar, beginnende op 28 november 1983, onder de naam "Triumph" motorfietsen in licentie te gaan produceren. De herstart van de productie werd aangekondigd op 25 juni 1985 in Forde House in Newton Abbot, in aanwezigheid van parlamentslid Patrick Nicolls en belangrijke personen uit de motorfietsindustrie, waaronder Bert Hopwood. Zo begon L F Harris International Ltd., ook bekend als "Racing Spares" met de productie van 750cc-Bonnevilles. Daarnaast leverde hij ook de Triumph TR7T Tiger Trails met enkele carburateur voor het Royal Signals Motorcycle Display Team (de "White Helmets"). De "Harris Triumphs" weken af van de originele machines. Omdat de Britse toeleveringsindustrie met de motorfietsindustrie mee was ingestort, moest men terugvallen op buitenlandse producten, zoals Italiaanse Brembo-remmen, Paioli-voorvorken en Lafranconi uitlaatdempers en Duitse BMW-richtingaanwijzers, Magura handvatten en bedieningselementen, VARTA-accu's en Merit-claxons.
De producten van Harris en Jones werden kwalitatief steeds slechter. Klanten waren zo ontevreden dat ze soms de dealers oversloegen en rechtstreeks verhaal gingen halen bij de fabriek. In sommige gevallen waren na enkele duizenden kilometers al complete revisies nodig. In de Verenigde Staten konden de Triumphs door problemen met de aansprakelijkheidsverzekering niet geïmporteerd worden. Desondanks overbrugden Harris en Jones met een zeer lage productie van ongeveer 14 exemplaren per week de periode tussen het "oude" en het "nieuwe" Triumph, waardoor het merk officieel is blijven bestaan sinds 1902.

### Matchless G80
In 1988 kwam het niet tot een vervolgovereenkomst tussen Les Harris en John Bloor. De productie van de "oude" Triumphs moest plaats maken voor de nieuwe modellen uit Bloor's fabriek in Hinkley. Harris begon vervolgens met de productie van 500cc-eencilinders onder de naam Matchless G80. Dit waren echter geen klassieke Matchless-machines, maar geheel nieuwe modellen met een Rotax-viertaktmotor die ook met startmotor geleverd konden worden. Er werden acht machines met trialspecificaties voor het Royal Signals Motorcycle Display Team gebouwd. De productie eindigde door geldgebrek in 1990.

## Overlijden
Les Harris overleed op 69-jarige leeftijd op 17 februari 2009 aan een longziekte waar hij al meer dan tien jaar aan leed. De band met het "Royal Corps of Signals" bleek ook hier. Zes leden van het team droegen zijn kist en gaven een "throttle roar" ten gehore.